# Неперспективні села
Неперспективні села — термін, що побутував в економічній політиці комуністичного режиму 1960-х — 1-ї пол. 1980-х рр. в СРСР, зокрема в УРСР. Одна з назв щодо малих, невеликих населених пунктів у сільській місцевості, яка характеризує державну політику щодо їх економічного і соціального розвитку в зазначений період.

## «Гігантоманія»
Захоплення централізацією, «гігантоманія» призводили до занедбаності багатьох сіл, де закривалися школи, клуби, магазини, скорочувалося будівництво житла, доріг, водогонів. Молодь від'їжджала у великі села або до міст, що вкрай негативно позначалося на дефіциті робочих рук у колгоспах і радгоспах, на демографічній ситуації. Такий підхід до розвитку сіл був науково необґрунтованим і невиправданим практикою.

## Укрупнення дрібних колгоспів
Поділ сільських населених пунктів на «перспективні» й «неперспективні» розпочався в 2-й половині 1950-х рр., коли було проведене укрупнення дрібних колгоспів, результатом якого стало виникнення т. зв. неперспективних сіл, котрі перетворювали на колгоспну бригаду. Такі села позбавляли бюджетних асигнувань на культурно-освітні заклади і торговельно-побутові підприємства, там закривалися школи, клуби, бібліотеки. У цей же період більшість хуторів (поселень із числом жителів до 50 осіб) була «приписана» до найближчих сіл, решта ліквідовувалася, а їхні мешканці змушені були переселятися. Унаслідок укрупнювально-переселенської кампанії, проведеної державою форсовано, із 58,5 тис. хуторів в Україні на середину 1960-х рр. залишилося лише 8,4 тис. Ця концепція була тісно пов'язана з принциповими соціально-економічними і політичними засадами тоталітарного ладу — визнання лише однієї форми організації с.-г. виробництва (колгоспно-радгоспної) й заперечення багатоукладності в економіці.

## Головні принципи визначення неперспективних сіл
Головні принципи визначення категорії перспективних і неперспективних сіл були сформульовані в ухваленому Президією ВР УРСР «Положенні про порядок віднесення населених пунктів до категорії міст, селищ міського типу і робітничих селищ УРСР» (30 грудня 1956).
У лютому 1959 ЦК КПУ підтримав ініціативу правління колгоспу «Дружба» с. Ксаверівка (Київська область) про перетворення його на зразкове селище міського типу, ставлячи завдання розробки в усіх областях планів комплексної перебудови сіл та організацію їх функціонування за типовими проектами. У жовтні 1961 при прийнятті нової програми КПРС серед пріоритетів аграрної політики зазначалося, що «поступово колгоспні села перетворяться в укрупнені населені пункти міського типу». До того ж, серед інших складових партійно-державної концепції політики «перспективних» і «неперспективних» сіл щодо головних напрямів їхнього соціального, економічного, демографічного розвитку було:
- зменшення державних дотацій селам, що не отримували нової категорії;
- визначення збитковими насамперед малих колгоспів, заборона тримати худобу тим селянам, хто не працює в колгоспі;
- злиття сільських рад і ліквідація рад у невеликих селах;
- фактичне стимулювання закриття восьмирічних та початкових шкіл, дитячих садків, ясел, закладів охорони здоров'я і соцкультпобуту;
- зняття зі статистичного обліку малих сіл та хуторів, що об'єднувалися з великими під новою назвою;
- залишковий принцип фінансування соціального розвитку села тощо.

На початку 1960-х рр. було прийнято низку партійно-урядових постанов (зокрема «Про заходи по здійсненню планомірного переустрою сіл в УРСР» (19 грудня 1964) та ін.), у яких ішлося про розвиток, головним чином, центральних садиб укрупнених колгоспів та радгоспів і визначалася група «перспективних» сіл, у яких мала вестися комплексна забудова за типовими проектами. Розвиток соціальної інфраструктури передбачався лише в тих селах, де мешкало понад 200 осіб. Тим самим значна кількість сільських поселень потрапляла до «неперспективних».
Однак розроблення запланованих проектів для сільського будівництва йшло повільно, більшість сіл забудовувалася хаотично. У середині 1960-х рр. починається спорудження експериментально-показових сіл у різних областях республіки задля пошуку оптимальних параметрів сільського будівництва, в основі нових підходів було покладено будівництво на селі багатоповерхового житла. До першої черги спорудження експериментально-показових сіл (1965—68) були включені 15 сільських населених пунктів, серед них: Циблі — у Київській обл., Шабо — в Одеській, Кам'янка — у Тернопільській, Шляхова — Вінницькій, Коробки — у Херсонській обл. та ін. У такі села держава спрямовувала великі капіталовкладення на будівництво житла, культурно-побутових закладів, доріг, здійснення газифікації. Ставилося завдання завершити будівництво 15-ти показових сіл до 1970, однак цей план не був виконаний вчасно.

## Спорудження зразкових населених пунктів
Спорудження зразкових населених пунктів розгорталося повільно. 23 серпня 1968 РМ УРСР прийняла постанову «Про заходи по забезпеченню будівництва експериментально-показових сіл в УРСР», що вимагала прискорити будівельні роботи. 19 вересня 1969 РМ УРСР ухвалила постанову «Про комплексне експериментально-показове будівництво селищ колгоспів та радгоспів в УРСР», відповідно до якої планувалося спорудити 41 село. Водночас переглядається й перелік перспективних населених пунктів — 20 тис. сіл. За цих умов згорталося будівництво в т. зв. неперспективних селах, там не споруджували соціально-культурні та побутові об'єкти, дороги з твердим покриттям, газо- і водогони. Упродовж наступного десятиліття плани будівництва експериментальних селищ так само недовиконувалися. На початку 1980-х рр. було збудовано 19 експериментально-показових сіл. Проте досвід спорудження таких «зразкових» сіл виявився обмеженим невеликою кількістю населених пунктів, не набувши широкого застосування через низку причин, зокрема надмірно високі фінансові та матеріально-ресурсні затрати. Водночас для інших сіл виділялися недостатні, мізерні кошти на соціальну інфраструктуру. До того ж розв'язання соціальних проблем сіл стримувалося слабкістю економіки більшості колгоспів і радгоспів.

## Міграція
Міграцію до міст сільського населення спричиняли також зселення кількох сіл, які потрапляли під затоплення при спорудженні гідротехнічних об'єктів каскаду ГЕС на Дніпрі, а також при потраплянні сіл під будівництво промислових підприємств важкої індустрії за рахунок ущільнення земель селищних рад. У неперспективних, малих, віддалених селах не лише не розвивалася виробнича та соціальна сфера, а й згорталися, переставали функціонувати діючі об'єкти — невеликі тваринницькі ферми, рільничі бригади, школи, магазини тощо. Значно звузилася сфера застосування праці сільських мешканців, із сіл до міст відволікалися трудові ресурси, яких і без того не вистачало.
1978 Держбуд УРСР, керуючись загальносоюзною інструкцією про поступове переселення жителів малих сіл та хуторів («неперспективних» поселень) у центральні селищаща колгоспів і радгоспів («перспективні» поселення), визнав за можливий дальший розвиток 18,8 тис. сіл як перспективних, або бл. 63 %. Розвиток інших сіл був приречений на занижені норми соціально-культурного обслуговування. Великі селища не були готові прийняти мешканців малих сіл. Збільшився відтік сільського населення, особливо молоді, у міста. Багато «неперспективних» сіл, розташованих далеко від міст, у «глибинці», зникали з поселенської мережі України. Це спричинило скорочення землекористування, закриття тваринницьких ферм, гальмувало розвиток сільського господарства.
Упродовж 1960—80-х рр. загальна кількість сіл в УРСР зменшувалася — у 1970 налічувалося 31 280 сіл, а 1979 — 29 806, у 1989 — 28 767 сіл. Отже, за 20 років чисельність сіл скоротилася на 2513, або на 10 %.
«Неперспективні» села були в усіх областях України. Упродовж 1972—86 в Україні було знято зі статистичного обліку 1502 села: на Харківщині — 236, на Сумщині — 154, Кіровоградщині — 151, Дніпропетровщині — 131, Полтавщині — 115. У Миколаївській обл. за 15 років (1970—85) сільську місцевість Новобузького району залишив кожний четвертий житель.

## Перегляд переліку «неперспективних» сіл
У 1980-ті рр. розпочався перегляд переліку «неперспективних» сіл: у Дніпропетровській, Рівненській, Кримській, Полтавській та інших областях були прийняті постанови, щоб не руйнувати системи розселення, не дозволяти необґрунтованого закриття шкіл, лікувальних та дитячих дошкільних закладів, магазинів, клубів тощо. У травні 1982 було розроблено й прийнято першу, а 1987 — другу державну Комплексну програму соціальної перебудови сіл в Україні на період до 2000; аналогічні програми були розроблені в областях і районах. Відтік сільського населення дещо скоротився, коли почали створювати нові робочі місця, розширювати житлове й соціально-культурне будівництво, газифікацію. На Сумщині в Путивльському районі 1983 почалося відродження «неперспективних сіл», до 1987 їх налічувалося 6. На Дніпропетровщині до «неперспективних» зарахували 52 % сіл. На Черкащині в Жашківському районі 1987 налічувалося 9 «неперспективних» сіл. У Чернігівській обл. 1987 до такого переліку було включено 655 малих сіл — майже 43 %. Результативністю відзначалася така форма роботи місцевих органів влади, як Дні малих сіл, Дні віддалених сіл, до проведення яких залучалися працівники торгівлі, побутового обслуговування, закладів охорони здоров'я та ін. Одним із найскладніших питань у соціальній перебудові сіл республіки постала газифікація, рівень і темпи якої були низькими. Хоча територія УРСР була вкрита густою мережею магістральних газопроводів загальносоюзного підпорядкування, по котрих газ транспортувався за кордон, у сільській місцевості було газифіковано лише бл. 5 % будинків.
У 2-й половині 1980-х рр. розв'язання завдань соціальної перебудови сіл було пов'язане із завданнями підйому агропромислового виробництва, його інтенсифікації, із виконанням продовольчої програми, з розвитком різноманітних форм господарювання на селі. Важливо було враховувати, що сучасний уклад життя селян — це не лише нові, поліпшені умови побуту, а й зміни в характері, умовах виробничої діяльності. Раціонально було б розвивати в сільській місцевості не лише основну й традиційну галузь — сільське господарство, а й такі, як харчова й легка промисловість, невиробничу сферу. Значно послабити сезонну незайнятість населення, закріпити потенціал кадрів на селі допомогли б підсобні промислові цехи для перероблення с.-г. сировини, з виробництва продуктів харчування, товарів широкого вжитку, відкриття філіалів промислових підприємств інших профілів. Значного покращання потребувало соціальне й пенсійне забезпечення колгоспників, система оплати їх праці. Ставилося питання про розроблення й прийняття цільової державної програми, котра стимулювала б переїзд працездатного населення в сільські регіони із областей з його перенасиченням й створювала необхідні умови для життя й праці на нових місцях. Але все це не було реалізовано.

## Деякі зміни у соціальному розвитку українських сіл у 1980-ті рр.
Для виконання програми соціального розвитку сіл республіки потрібні були значні інвестиції. Перерозподілити ресурси на користь соціальної сфери села без втрат для міста можна було лише при загальному оздоровленні економіки країни. До деяких змін у соціальному розвитку укр. сіл у 1980-ті рр. можна зарахувати:
- підвищення в структурі капітальних вкладень сільського господарства майже в 2 рази питомої ваги інвестицій, призначених на розвиток соціальної сфери села,
- активізацію індивідуального будівництва,
- розширення зведення житла колгоспами й радгоспами — господарчим способом і за допомогою міських промислових підприємств.

Села стали забудовуватися більш комплексно й системно. Але проблем залишалося ще дуже багато. Відтік сільського населення в міста УРСР не був зупинений. Лише за 1985—88 понад 700 тис. трударів полишили землю своїх батьків при відчутному дефіциті робочих рук на селі. «Залишковий принцип» розвитку соціальної сфери села не був подоланий. Вирішення соціальних питань на селі необхідно було здійснювати в контексті з перебудовою економічних відносин у сільському господарстві. Адже складне становище соціальної сфери села негативно впливало на розвиток базису аграрного виробництва, однак усе це не було враховано й реалізовано практично. У 2-й половині 1980-х рр. процес зменшення мережі сільських поселень та їх зняття з державного обліку дещо загальмувався, але не був зупинений, — тільки колгоспи щорічно втрачали 40—50 сіл.

## Закон «Про пріоритетність соціального розвитку села ...» 1990
Восени 1990 ВР УРСР прийняла Закон «Про пріоритетність соціального розвитку села та агропромислового комплексу в народному господарстві України». Питання про відродження малих сіл набували особливої ваги у зв'язку із запровадженням нових економічних відносин — оренди, підряду, кооперації, фермерства. Малі села були зручні для ведення фермерського або орендного типу с.-г. вир-ва. Однак у більшості областей України наболілі проблеми «неперспективних» сіл ігнорувалися, як і раніше. Малі села продовжували зникати.
В Україні 1990 налічувалося 28 600 населених пунктів сільського типу, з них малі села (з населенням до 200 осіб) становили майже третину. Головна причина такої ситуації полягала передусім у слабкому економічному фундаменті соціального розвитку села.
Упродовж 1990-х рр. кардинального зрушення в поліпшенні розвитку «неперспективних сіл» не відбулося — на перешкоді стала економічна криза. Лише за 1992—93 в Україні зникло понад 2 тис. сіл. Відродження «неперспективних сіл» та їхній соціальний розвиток повинні були гарантуватися економічною основою, збільшенням фінансування й інвестування.
Отже, недоліки в реалізації програм соціального розвитку сіл, штучна практика витіснення малих, т. зв. неперспективних населених пунктів призвели до негативних наслідків і на практиці, як не парадоксально, мали протилежні результати. Питома вага малих сіл у цілому по Україні не зменшилася, а навіть зросла — за 1970—90 з 27 до 34 %.

## Наслідки
Політика поділу сіл на «перспективні» й «неперспективні» мала великі негативні наслідки, зникнення тисяч сіл стало підсумком здійснення партійно-державної концепції щодо розвитку українського села, причому руйнування поселенської мережі в сільській місцевості досягло загальносоюзних масштабів, відбуваючись і в інших республіках, спричинивши занепад майже 140 тис. сіл по всій території колишнього СРСР. Невдоволення селян умовами праці, низький рівень задоволення соціально-побутових потреб зумовлювали збільшення міграції сільської молоді до міст, а звідси — й посилення процесів депопуляції. Отже, поділ сіл на «перспективні» та «неперспективні» призвів до порушення сільської поселенської мережі, зменшення чисельності сільського населення, розвитку процесів депопуляції. Численні проблеми існування «неперспективних» сіл залишилися нерозв'язаними, процес зникнення «неперспективних» населених пунктів — малих сіл — з географічної карти республіки не був припинений. Штучна практика витіснення малих населених пунктів виявилася помилковою.

## Програми розвитку села
У квітні 2002 Уряд України схвалив державну програму «Розвиток соціальної інфраструктури села на період до 2005 року», що передбачала збільшення фінансування соціальної сфери сільських населених пунктів. 6 вересня 2005 ВР України ухвалила постанову про заборону закриття об'єктів соціальної сфери на селі. 19 вересня 2007 КМ України було затверджено «Державну цільову програму розвитку українського села на період до 2015 року».